# Liste der Biografien/Steim
Liste der Biografien |
Portal Biografien |
Personensuche
# |
A |
B |
C |
D |
E |
F |
G |
H |
I |
J |
K |
L |
M |
N |
O |
P |
Q |
R |
S |
T |
U |
V |
W |
X |
Y |
Z |
?
 
Sa |
Sb |
Sc |
Sd |
Se |
Sf |
Sg |
Sh |
Si |
Sj |
Sk |
Sl |
Sm |
Sn |
So |
Sp |
Sq |
Sr |
Ss |
St |
Su |
Sv |
Sw |
Sy |
Sz
 
Sta |
Ste |
Sth |
Sti |
Stj |
Stl |
Sto |
Str |
Sts |
Stt |
Stu |
Stv |
Stw |
Sty
 
Stea |
Steb |
Stec |
Sted |
Stee |
Stef |
Steg |
Steh |
Stei |
Stej |
Stek |
Stel |
Stem |
Sten |
Steo |
Step |
Ster |
Stes |
Stet |
Steu |
Stev |
Stew |
Stey |
Stez
 
Steib |
Steic |
Steid |
Steie |
Steif |
Steig |
Steij |
Steik |
Steil |
Steim |
Stein |
Steio |
Steir |
Steis |
Steit |
Steiw |
Steix
Die Liste der Biografien führt alle Personen auf, die in der deutschsprachigen Wikipedia einen Artikel haben. Dieses ist eine Teilliste mit 31 Einträgen von Personen, deren Namen mit den Buchstaben „Steim“ beginnt.

## Steim
- Steim, Hans-Jochem (* 1942), deutscher Unternehmer und Politiker (CDU), MdLHans-Jochem Steim (* 1942)

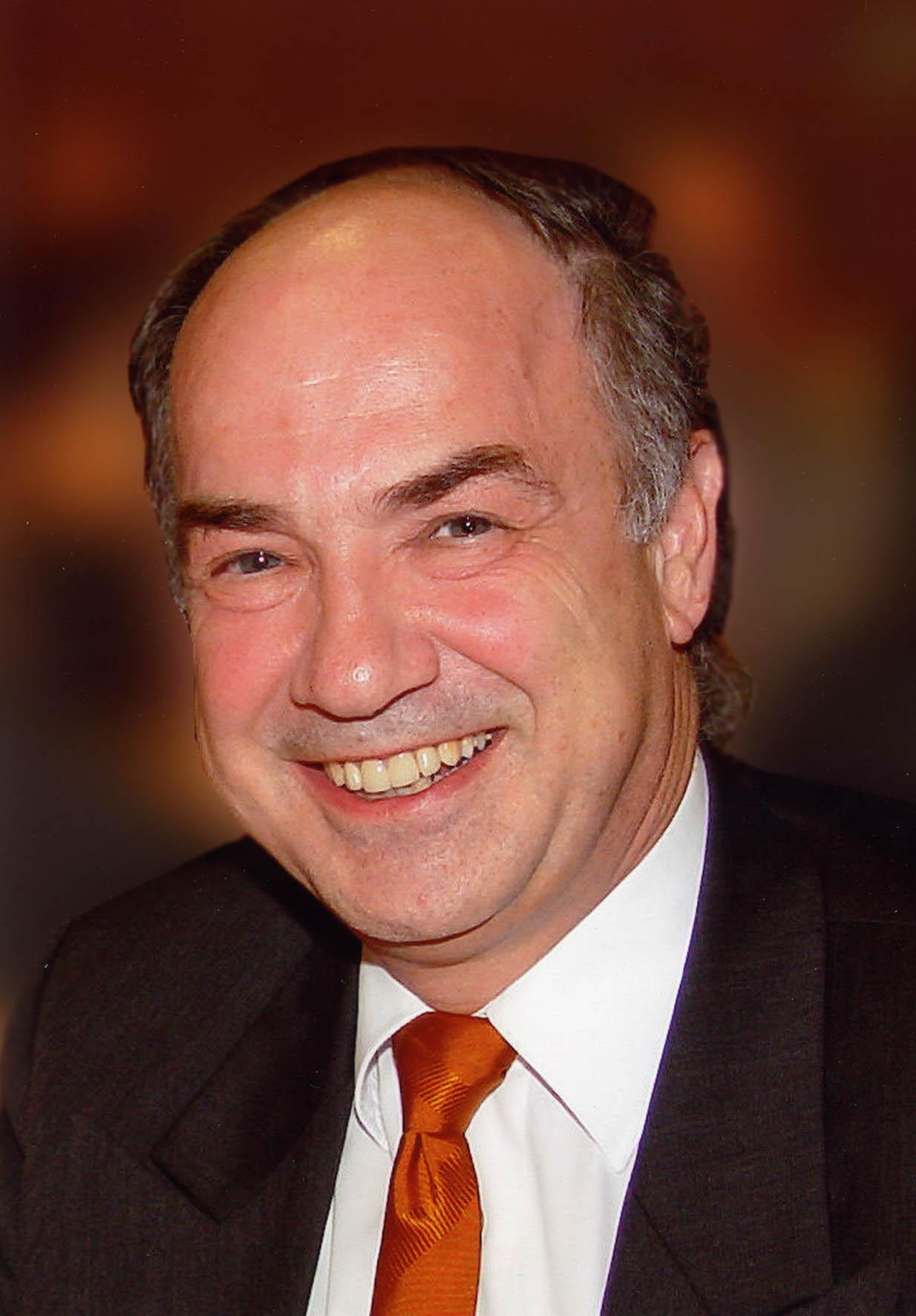
Hans-Jochem Steim (* 1942)

- Steim, Karl Werner (* 1947), deutscher Heimatforscher
- Steim, Kurt (1913–1983), deutscher Unternehmer

### Steima
- Steimann, Flavio (* 1945), Schweizer Schriftsteller
- Steimarová, Jiřina (1916–2007), tschechische Schauspielerin

### Steimb
- Steimberg, Alicia (1933–2012), argentinische Schriftstellerin und Übersetzerin

### Steime
- Steimel, Adolf (1907–1962), deutscher Jazzmusiker, Arrangeur, Komponist und Orchesterleiter
- Steimel, Karl (1905–1990), deutscher Physiker
- Steimels, Wolfgang (* 1956), deutscher Jurist, Präsident des Bundessprachenamtes
- Steimen, Theo (1895–1951), Schweizer Autor und Holzhändler
- Steimen-Rickenbacher, Petra (* 1966), Schweizer Politikerin (FDP), Landammann von Schwyz
- Steimer, Bruno (* 1959), deutscher römisch-katholischer Kirchenhistoriker
- Steimer, Eugen (1860–1926), Schweizer Dekorationsmaler und Zeichenlehrer
- Steimer, Fritz (* 1947), deutscher Wirtschaftsinformatiker, Professor an der Fakultät Digitale Medien der Hochschule Furtwangen University
- Steimer, Miriam (* 1987), deutsche Journalistin und Fernsehmoderatorin
- Steimer, Mollie (1897–1980), russische Anarchistin
- Steimer, Paul (1883–1943), deutscher Jurist und nationalsozialistischer Generalstaatsanwalt
- Steimer, Rufin (1866–1928), Schweizer römisch-katholischer Geistlicher und Historiker
- Steimer-Herbet, Tara (* 1969), französische Archäologin
- Steimers, André (* 1984), deutscher Medizintechniker und Hochschullehrer
- Steimetz, Boris (* 1987), französischer Schwimmer
- Steimetz, Thierry (* 1983), französischer Fußballspieler

### Steimk
- Steimke, Rolf (* 1963), deutscher Schriftsteller

### Steiml
- Steimle, Eugen (1909–1987), deutscher SS-Offizier, Einsatzgruppenführer, Gymnasiallehrer
- Steimle, Heinrich (1846–1907), württembergischer Offizier und Limesforscher
- Steimle, Jannik (* 1996), deutscher Radrennfahrer
- Steimle, Ludwig (1887–1974), deutscher Politiker, Oberbürgermeister von Ravensburg
- Steimle, Richard (1923–2000), deutscher Fußballspieler
- Steimle, Theodor (1902–1943), deutscher Verwaltungs- und Wirtschaftswissenschaftler
- Steimle, Uwe (* 1963), deutscher Kabarettist und SchauspielerUwe Steimle (* 1963)

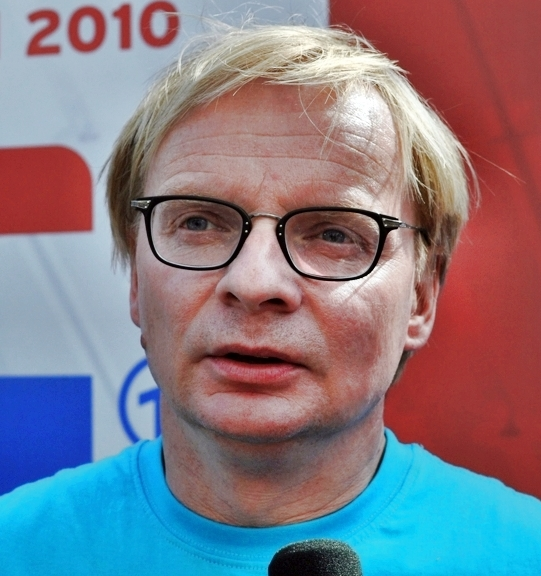
Uwe Steimle (* 1963)

### Steimm
- Steimmig, Reinhard Christian Wilhelm Aurelius (1785–1840), deutscher Mediziner und großherzoglich badischer Medizinalrat